# Липовляни
Липовляни (хорв. Lipovljani) — містечко і громада в Хорватії, в області Славонія, адміністративно належить до Сісацько-Мославінської жупанії. За переписом 2001 року, громада налічувала 4101 жителя, з яких 85,7% були хорватами. Другими за чисельністю були українці з часткою 4,3%, дві інші помітні національні меншини словаки та чехи становили 3% і 2,4% відповідно.
Липовляни відомі найстарішою українською греко-католицькою церквою, заснованою найранішими українськими переселенцями в часи Австро-Угорської імперії.

## Історія
Наприкінці ХІХ — початку ХХ століття Липовляни входили до складу Пожезької жупанії Королівства Хорватії і Славонії.
У роки Другої світової війни містечко Липовляни, де більшість становили українці, спіткали репресії двох тогочасних тоталітарних режимів — усташівського та комуністичного, у яких постраждало чимало українців греко-католиків.
Територію муніципалітету Липовляни під час війни за незалежність було жорстоко обстріляно частинами ЮНА і підрозділами четників (з важкої артилерії, систем залпового вогню «Ураган», піддано авіанальотам). У результаті таких масованих обстрілів були жертви і матеріальні збитки. Тим не менше, територію муніципалітету Липовляни за весь час війни окуповано не було. У межах муніципалітету протягом війни і пізніше (з 1991 по 2000 рік) було розміщено понад 3000 вигнанців і біженців з району хорватської ділянки річки Уна, Західної Славонії та Боснії і Герцеговини.
До 1993 року нинішня територія створеної тоді громади Липовляни входила до більшого (утвореного за часів Югославії) муніципалітету Новска.
Третина громади Липовляни лежить на території природного парку Лонське поле.

## Населення
Населення громади за даними перепису 2011 року становило 3455 осіб, 42 з яких назвали рідною українську мову. Населення самого поселення становило 2260 осіб.
Динаміка чисельності населення громади:
Динаміка чисельності населення центру громади:

### Етнічні групи
За останнім переписом 2011 року, переважну більшість населення громади становлять хорвати (3022 особи), крім них на території муніципалітету Липовляни проживають 148 українців, 106 словаків, 88 чехів, 34 серби, 8 італійців,  6 албанців, по 7 угорців і боснійців, по 2 русини і словенці та по 1 австрійцю, македонцю і німцю.

## Населені пункти
Крім поселення Липовляни, до громади також входять: 
- Кралєва-Велика
- Кривай
- Пилєниці

## Клімат
Середня річна температура становить 11,44 °C, середня максимальна – 26,11 °C, а середня мінімальна – -5,40 °C. Середня річна кількість опадів – 918 мм.
| Клімат поселення                              | Клімат поселення | Клімат поселення | Клімат поселення | Клімат поселення | Клімат поселення | Клімат поселення | Клімат поселення | Клімат поселення | Клімат поселення | Клімат поселення | Клімат поселення | Клімат поселення | Клімат поселення |
| Показник                                      | Січ.             | Лют.             | Бер.             | Квіт.            | Трав.            | Черв.            | Лип.             | Серп.            | Вер.             | Жовт.            | Лист.            | Груд.            |                  |
| Середній максимум, °C                         | 6,60             | 8,62             | 12,97            | 17,53            | 22,81            | 26,11            | 25,31            | 24,29            | 20,42            | 15,39            | 9,89             | 5,55             |                  |
| Середня температура, °C                       | 0,63             | 2,63             | 6,98             | 11,54            | 16,82            | 20,12            | 21,60            | 20,59            | 16,72            | 11,69            | 6,18             | 1,84             |                  |
| Середній мінімум, °C                          | −5,4             | −3,36            | 0,99             | 5,54             | 10,84            | 14,13            | 17,91            | 16,90            | 13,02            | 7,98             | 2,48             | −1,86            |                  |
| Норма опадів, мм                              | 58               | 53               | 62               | 76               | 82               | 94               | 84               | 88               | 78               | 83               | 89               | 71               |                  |
| Середньомісячна швидкість вітру, м/с          | 1.75             | 1.98             | 2.36             | 2.25             | 2.08             | 1.90             | 1.86             | 1.70             | 1.70             | 1.74             | 1.78             | 1.80             |                  |
| Середньомісячна сонячна радіація, кДж/м²·день | 4300             | 7080             | 10956            | 15340            | 19621            | 21893            | 22686            | 19755            | 14807            | 9100             | 4815             | 3523             |                  |
| --------------------------------------------- | ---------------- | ---------------- | ---------------- | ---------------- | ---------------- | ---------------- | ---------------- | ---------------- | ---------------- | ---------------- | ---------------- | ---------------- | ---------------- |
| Джерело:                                      |                  |                  |                  |                  |                  |                  |                  |                  |                  |                  |                  |                  |                  |

## Культура
У містечку діє місцеве відділення Матиці хорватської, Матиці словацької, культурно-просвітне товариство українців «Карпати», культурно-мистецьке товариство чехів «Чеська беседа», тут проводиться традиційний культурний захід національних меншин Хорватії «Липовлянські зустрічі».